# Marija Vuković
Marija Vuković (née le 21 janvier 1992 à Knin) est une athlète monténégrine, spécialiste du saut en hauteur, championne du monde junior en 2010.

## Carrière
Marija Vuković participe à sa 1re compétition internationale en 2007 à l'occasion des Championnats du monde cadets à Ostrava où elle ne passe pas le cap des qualifications (1,65 m). L'année suivante, elle se classe 5e des Championnats des Balkans en salle avec 1,75 m, puis s'impose lors de l'édition chez les cadets (1,76 m) avant de participer aux Championnats du monde juniors de Bydgoszcz où elle échoue une nouvelle fois en qualifications malgré un saut à 1,78 m. Durant l'année, elle avait porté son record personnel (et national) à 1,82 m à Belgrade.
En 2009, Vuković progresse et obtient sa première médaille sénior à l'occasion des Championnats des Balkans en salle où elle remporte le bronze avec un saut à 1,80 m. Plus tôt durant l'hiver, elle avait amélioré son record national en salle à 1,84 m. Elle participe en juin aux Championnats d'Europe par équipes 3e ligue où elle se classe 2e.
Elle réalise une contre-performance aux Jeux méditerranéens de Pescara où elle se classe 5e avec 1,75 m puis seulement 9e des Championnats du monde cadets avec cette même marque. Une semaine plus tard, alors qu'elle n'est que junior, la Monténégrine remporte la médaille d'argent des Championnats d'Europe juniors de Novi Sad avec un saut à 1,89 m, nouveau record national sénior, espoir, junior et cadet. Toutefois, sa fédération ne la retient pas pour participer aux Championnats du monde de Berlin.
Sa saison en salle commence par un record national égalé à 1,84 m. 
En battant son record personnel et national en 1,91 m, elle devient la toute première championne du monde junior de son pays à Moncton et l'hymne monténégrin résonne pour la première fois dans une enceinte sportive d'une manifestation mondiale. Son précédent record de 1,89 m avait été réalisé à deux reprises, à Marsa le 20 juin 2010, lors de la 3e ligue des Championnats d'Europe d'athlétisme par équipes 2010, et à Novi Sad le 26 juillet 2009 où elle avait été vice-championne d'Europe junior avec le record national.
Elle retrouve son grand niveau en 2015 où elle efface le 22 juin une barre à 1,86 m à l'occasion de la 1re édition des Jeux européens se déroulant à Bakou. Cette performance est son meilleur saut depuis la saison 2011 et espère réaliser les minimas pour les Jeux olympiques de Rio qui sont fixés à 1,94 m puis saute 1,87 m à Sremska Kamenica le 26 juillet.
En 2016, elle bat son record national en salle qui datait de 2009. Elle franchit 1,85 m à Novi Sad et améliore ce record d'un centimètre. Le 29 janvier, elle franchit 1,82 m lors du meeting de Split et se classe sixième du concours. Le 30 mai, Marija Vuković se classe 2e du concours de la hauteur de la Coupe d'Europe des clubs avec un saut à 1,81 m, derrière la Lituanienne Airinė Palšytė (1,90 m).
Le 19 juin, elle efface une barre à 1,90 m, son meilleur saut depuis ses 1,91 m de 2009. Le 24 juillet, quasiment six ans jour pour jour (25 juillet 2010), Vuković établit un nouveau record du Monténégro à 1,95 m, améliorant de 4 centimètres son ancienne marque mais cette performance (minima pour les Jeux olympiques de Rio) survient après la période de qualifications.
Elle ouvre sa saison hivernale 2017 à Novi Sad où elle bat son record personnel et national en salle avec 1,86 m. Elle l'améliore 10 jours plus tard à Cottbus avec 1,89 m.
Le 1er mai, elle ouvre sa saison estivale en réalisant 1,90 m. Elle remporte les Jeux des petits États d'Europe le 30 mai avec 1,91 m et réalise la même performance, lors es Championnats d'Europe par équipes 2017, échouant à 1,94 m, marque requise pour les Championnats du monde de Londres. 
Elle est éliminée en qualifications des Championnats du monde de Londres, le 10 août, avec 1,85 m. Le 28 août 2017, elle échoue pour la seconde fois consécutive au pied du podium de l'Universiade à Taipei avec 1,88 m, après 2015. 
Le 7 février 2018, à Brno, elle porte son record national en salle à 1,90 m. Dix jours plus tard, elle remporte la médaille d'argent des championnats des Balkans en salle d'Istanbul avec 1,89 m, derrière Ana Šimić (1,92 m). 
Le 16 février 2019, elle devient vice-championne des Balkans en salle et améliore son record national à 1,92 m. 
Elle termine 4e des championnats du monde en salle 2022 à Belgrade avec 1,95 m. 

## Palmarès
| Date | Compétition                       | Lieu            | Résultat | Marque |
| ---- | --------------------------------- | --------------- | -------- | ------ |
| 2008 | Championnats des Balkans en salle | Athènes         | 5e       | 1,75 m |
| 2008 | Championnats des Balkans cadets   | Bar             | 1re      | 1,76 m |
| 2008 | Championnats des Balkans          | Kastoria        | finale   | NM     |
| 2009 | Championnats des Balkans en salle | Athènes         | 3e       | 1,80 m |
| 2009 | Championnats d'Europe par équipes | Sarajevo        | 2e       | 1,78 m |
| 2009 | Jeux méditerranéens               | Pescara         | 5e       | 1,75 m |
| 2009 | Championnats du monde cadets      | Bressanone      | 9e       | 1,75 m |
| 2009 | Championnats d'Europe juniors     | Novi Sad        | 2e       | 1,89 m |
| 2010 | Championnats d'Europe par équipes | Marsa           | 2e       | 1,89 m |
| 2010 | Championnats du monde juniors     | Moncton         | 1re      | 1,91 m |
| 2011 | Jeux des petits États d'Europe    | Schaan          | 1re      | 1,86 m |
| 2011 | Championnats d'Europe par équipes | Reykjavik       | 2e       | 1,81 m |
| 2011 | Championnats d'Europe juniors     | Tallinn         | 8e       | 1,81 m |
| 2013 | Jeux des petits États d'Europe    | Luxembourg      | 1re      | 1,77 m |
| 2013 | Championnats d'Europe par équipes | Banská Bystrica | 2e       | 1,76 m |
| 2014 | Championnats d'Europe par équipes | Riga            | 3e       | 1,76 m |
| 2015 | Championnats des Balkans en salle | Istanbul        | 3e       | 1,82 m |
| 2015 | Jeux des petits États d'Europe    | Reykjavik       | 1re      | 1,80 m |
| 2015 | Jeux européens                    | Bakou           | 1re      | 1,86 m |
| 2015 | Universiade                       | Gwangju         | 4e       | 1,80 m |
| 2015 | Championnats des Balkans          | Pitești         | 3e       | 1,87 m |
| 2016 | Championnats des Balkans en salle | Istanbul        | 2e       | 1,84 m |
| 2016 | Coupe d'Europe des clubs          | Mersin          | 2e       | 1,81 m |
| 2016 | Championnats des Balkans          | Pitesti         | 2e       | 1,88 m |
| 2017 | Championnats des Balkans en salle | Belgrade        | 2e       | 1,86 m |
| 2017 | Jeux des petits États d'Europe    | Serravalle      | 1re      | 1,91 m |
| 2017 | Championnats d'Europe par équipes | Marsa           | 1re      | 1,91 m |
| 2017 | Championnats des Balkans          | Novi Pazar      | 3e       | 1,84 m |
| 2017 | Universiade                       | Taipei          | 4e       | 1,88 m |
| 2018 | Championnats des Balkans en salle | Istanbul        | 2e       | 1,89 m |
| 2018 | Championnats des Balkans          | Stara Zagora    | 5e       | 1,80 m |
| 2019 | Championnats des Balkans en salle | Istanbul        | 2e       | 1,92 m |
| 2019 | Jeux des petits États d'Europe    | Bar             | 1re      | 1,86 m |
| 2019 | Championnats d'Europe par équipes | Skopje          | 1re      | 1,84 m |
| 2019 | Championnats des Balkans          | Pravetz         | 3e       | 1,80 m |
| 2021 | Championnats d'Europe en salle    | Toruń           | 7e       | 1,92 m |
| 2021 | Jeux olympiques                   | Tokyo           | 9e       | 1,96 m |
| 2022 | Championnats du monde en salle    | Belgrade        | 4e       | 1,95 m |
| 2022 | Championnats d'Europe             | Munich          | 2e       | 1,95 m |

## Records
| Épreuve         | Épreuve   | Marque      | Lieu            | Date            |
| --------------- | --------- | ----------- | --------------- | --------------- |
| Saut en hauteur | Plein air | 1,97 m (NR) | Smederevo       | 27 juin 2021    |
| Saut en hauteur | En salle  | 1,96 m (NR) | Banska Bystrica | 15 février 2022 |